# 王邦畿
王邦畿（？—？），广东番禺人。

## 生平
明末副貢生。隆武元年（1645年）举人。明亡後出家为僧，法名今吼，與程可則、方殿元及恭尹等稱“嶺南七子”。著有《耳鳴集》。

## 家族
有子王隼，亦出家為僧，取名古翼。